# Katiuska Santaella
Katiuska "Katty" Santaella (ur. 21 maja 1967) – wenezuelska judoczka. Olimpijka z Atlanty 1996, gdzie zajęła czternaste miejsce w wadze półlekkiej.
Uczestniczka mistrzostw świata w 1993 i 1995. Startowała w Pucharze Świata w 1995 i 1996. Srebrna medalistka igrzysk Ameryki Południowej w 1990 i brązowa w 1994. Wicemistrzyni igrzysk Ameryki Środkowej i Karaibów w 1993. Wygrała mistrzostwa Ameryki Środkowej i Karaibów w 1995 roku.

## Letnie Igrzyska Olimpijskie 1996
| Konkurencja | Eliminacje             | Klas. końcowa |
| Konkurencja | Przeciwnik I           | Miejsce       |
| ----------- | ---------------------- | ------------- |
| 52 kg       | Marisa Pedulla (USA) P | 14.           |